# 良心堡镇
良心堡镇，中华人民共和国湖南省岳阳市君山区下属的一个镇，位于君山区西部。

## 行政区划
良心堡镇下辖2个社区、20个行政村、1个场：
- 良心堡社区、福华社区
- 友谊村、维新村、仁和村、福星村、积福村、团结村、护城村、七星湖村、振兴村、同心村、悦来村、望君洲村、黄泥港村、杨蔸湖村、脱洲村、福利湾村、白泥滩村、书垸村、檀树村、前锋村
- 七星湖养殖场